# Xã Ross, Michigan
Xã Ross (tiếng Anh: Ross Township) là một xã thuộc quận Kalamazoo, tiểu bang Michigan, Hoa Kỳ. Năm 2010, dân số của xã này là 4.664 người.